# Lilia Brik
Lilia Yúrievna Brik (en ruso: Лиля Юрьевна Брик; 1891 - 4 de agosto de 1978) fue una escritora, directora y productora cinematográfica rusa. También fue conocida como musa del poeta Vladímir Mayakovski, con quien tuvo una relación sentimental. Era hermana mayor de Elsa Triolet y esposa de Ósip Brik. Por su intensa actividad en el medio artístico vanguardista fue una influyente personalidad de la cultura soviética de las décadas de 1910, 1920 y 1930.  Pablo Neruda la ha llamado "la musa de la Vanguardia rusa". Aleksandr Ródchenko la retrató para su célebre cartel publicitario de los libros de la editorial Lenguiz (Editorial Estatal de Leningrado). Su nombre fue frecuentemente abreviado por sus contemporáneos como "Л.Ю." o "Л.Ю.Б." que al mismo tiempo son las primeras letras de la palabra rusa «любовь» — amor.

## Primeros años
Nacida como Lilia Kagán (Лиля Кагáн) en una familia judía de un abogado y una profesora de música en Moscú. Ambas hermanas recibieron una excelente educación, hablaban alemán y francés fluidamente y tocaban el piano. Lilia estudió en el Instituto de Arquitectura de Moscú. 
Las hermanas eran famosas por su belleza. Fueron retratadas por conocidos artistas como Aleksandr Ródchenko, Aleksandr Týshler, David Shterenberg, David Burliuk, Fernand Léger, Nadezhda Léger-Hodasévich, Gary Blumenfeld, y luego por Henri Matisse y Marc Chagall. En 1912 Lilia contrajo matrimonio con el abogado y luego crítico de poesía Ósip Brik.

## Su relación con Mayakovski

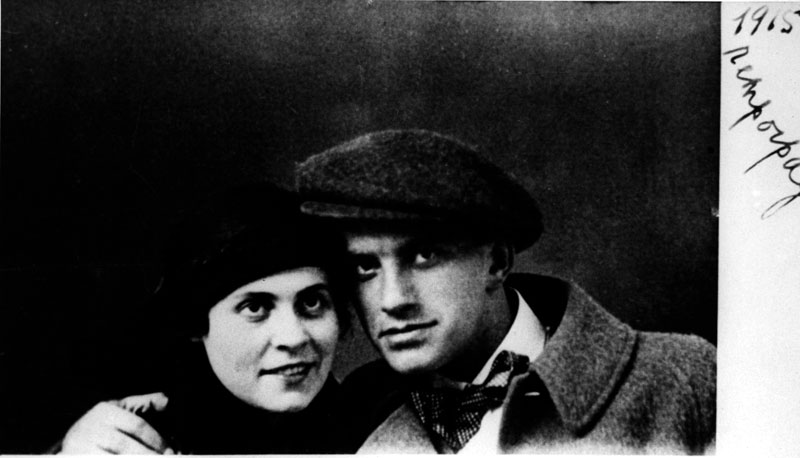
Vladímir Mayakovski y Lilia Brik.

En 1915, Elsa se hizo amiga de un poeta futurista y artista gráfico llamado Vladímir Mayakovski y lo invitó a su casa, donde él se enamoró de Lilia. A pesar de las calamidades de la Primera Guerra Mundial, la guerra civil rusa y en la década de 1920, su affaire atrapó la atención del público, probablemente por el hecho de que ella no se divorció de su esposo.
Después de junio de 1915, la obra poética de Mayakovski estaba casi exclusivamente dedicada a Lilia (con la notable excepción de los últimos años de los años 1920 dedicada a Tatiana Yákovleva). Frecuentemente le dedicaba los poemas de manera explícita o se refería dentro de ellos a Lilia por su nombre. Por ejemplo, en sus "Облако в штанах" (La nube en pantalones, 1915), "Флейта-позвоночник" (La flauta vertebral, 1916),  "Про это" (Acerca de esto, 1922), "Лилечка! Вместо письма" (Lílechka! En lugar de una carta). 
En 1918, Mayakovski escribió el guion de la película "Закованная фильмой" (Atrapada por la película) en la cual tanto él como Lilia actuaron. La película ha desaparecido, con la excepción de unas pocas tomas de prueba usadas por Gianni Totti en sus películas de los años 1980. 
En 1926, ella produjo el documental "Евреи на земле" (Judíos en la tierra) acerca de la Agricultura Comunitaria donde trabajaban judíos en la URSS, con guion coescrito por Mayakovski y Víktor Shklovski. Entre 1928 y 1929, Lilia volvió a dirigir la película mitad-ficción-mitad-documental "Стеклянный глаз" (El ojo de vidrio), una parodia de la cinematografía "burguesa". 
Algunos autores consideran que la pasión que Mayakovski sentía por Lilia fue lo que lo llevó al suicidio en 1930 en su apartamento de Moscú inmediatamente después de romper relaciones con Veronika Polónskaya. Lilia, quien en ese momento se encontraba en Berlín, negó estas acusaciones y escribió que anteriormente ella lo había salvado dos veces del suicidio.
Ella escribió un famoso libro de memorias "Relatos parciales". Estuvo casada en tres ocasiones: con Ósip Brik, Vitali Primakov y Vasili Katanyán, biógrafo de Mayakovski.

## Influencia
Hubo intentos de presentarla como una codiciosa y manipuladora mujer fatal, pero aquellos que la conocieron, destacaron su altruismo y su inteligencia. Ayudó a muchos talentos emergentes y conocía a muchos famosos y figuras líderes de la cultura rusa e internacional, como Serguéi Eisenstéin, Lev Kuleshov, Borís Pasternak, Vsévolod Meyerhold, Kazimir Malévich, Serguéi Paradzhánov, Maya Plisétskaya, Rodión Shchedrín, Andréi Voznesenski, Yves Saint Laurent y Pablo Picasso.
Lilia Brik se suicidó por sobredosis de pentobarbital a los 87 años, tras haber sufrido la fractura de fémur, algo que restringió su vida diaria y la fustró. Su cuerpo fue cremado y sus cenizas esparcidas en un campo cerca de Zvenigorod.

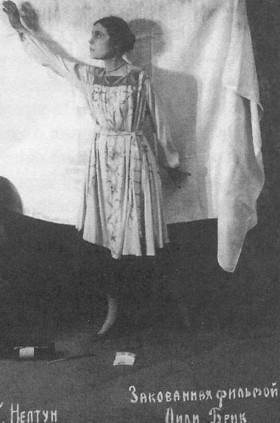
1918. Lilia Brik en "Atrapada por la película"

- Datos: Q260537
- Multimedia: Lilya Brik / Q260537